# Muzeul Cacauei și al Ciocolatei
Muzeul Cacauei și al Ciocolatei (în franceză Musée du Cacao et du Chocolat, în olandeză Museum van Cacao en Chocolade) este un muzeu dedicat cacauei și produselor din cacao și din ciocolată din capitala Belgiei, Bruxelles, situat lângă Grand Place, Rue de la Tête d'Or.

## Istoric
Acesta a fost înființat în anul 1998 la inițiativa soției maestrului ciocolatier Joseph Draps, Gabrielle , ea însăși reprezentantă a celei de-a treia generații de fabricanți de ciocolată, într-o clădire ce datează din anul 1697, numită de Valck, iar în prezent, din anul 2007, proprietarul muzeului este Peggy Van Lierde, fiica dnei Jo Draps.

## Prezentare
În fiecare zi sunt organizate demonstrații de fabricare a diverselor produse din ciocolată, un maestru ciocolatier arătând și explicând etapele creării pralinelor. Muzeul este găzduit în trei etaje ale casei de Valck și prezintă un istoric al ciocolatei, de la prima civilizație mayașă ce a folosit cacaua până în zilele noastre. De menționat că inventarea pralinei, o specialitate belgiană, a fost făcută de către cofetarul bruxellez Jean Neuhaus.
Program: marți - vineri, între orele 10:00 și 16:30. Duminica este închis, dar este, de asemenea, deschis în zilele de sărbătoare.

## Galerie foto

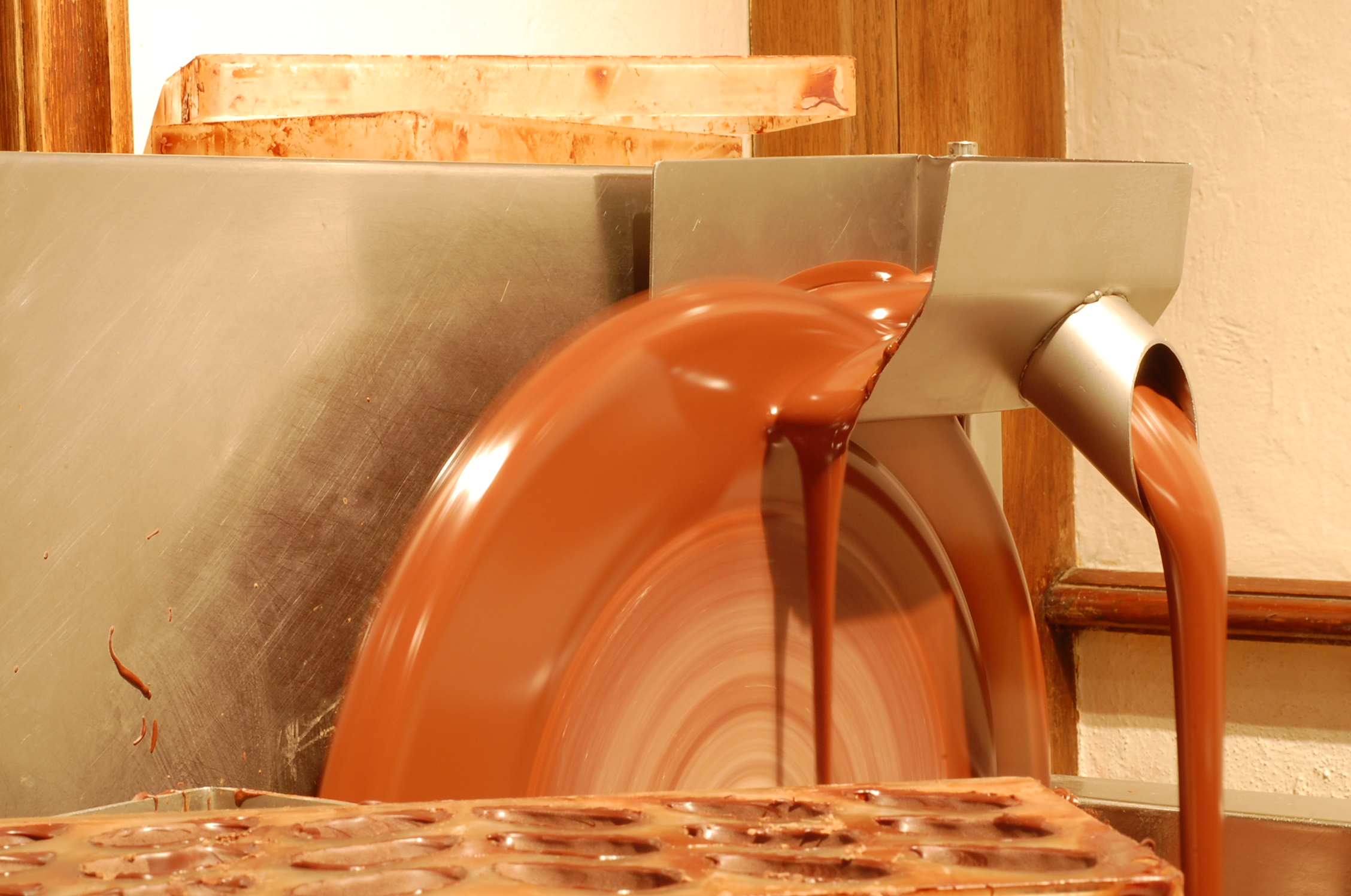
Mașină de fabricație
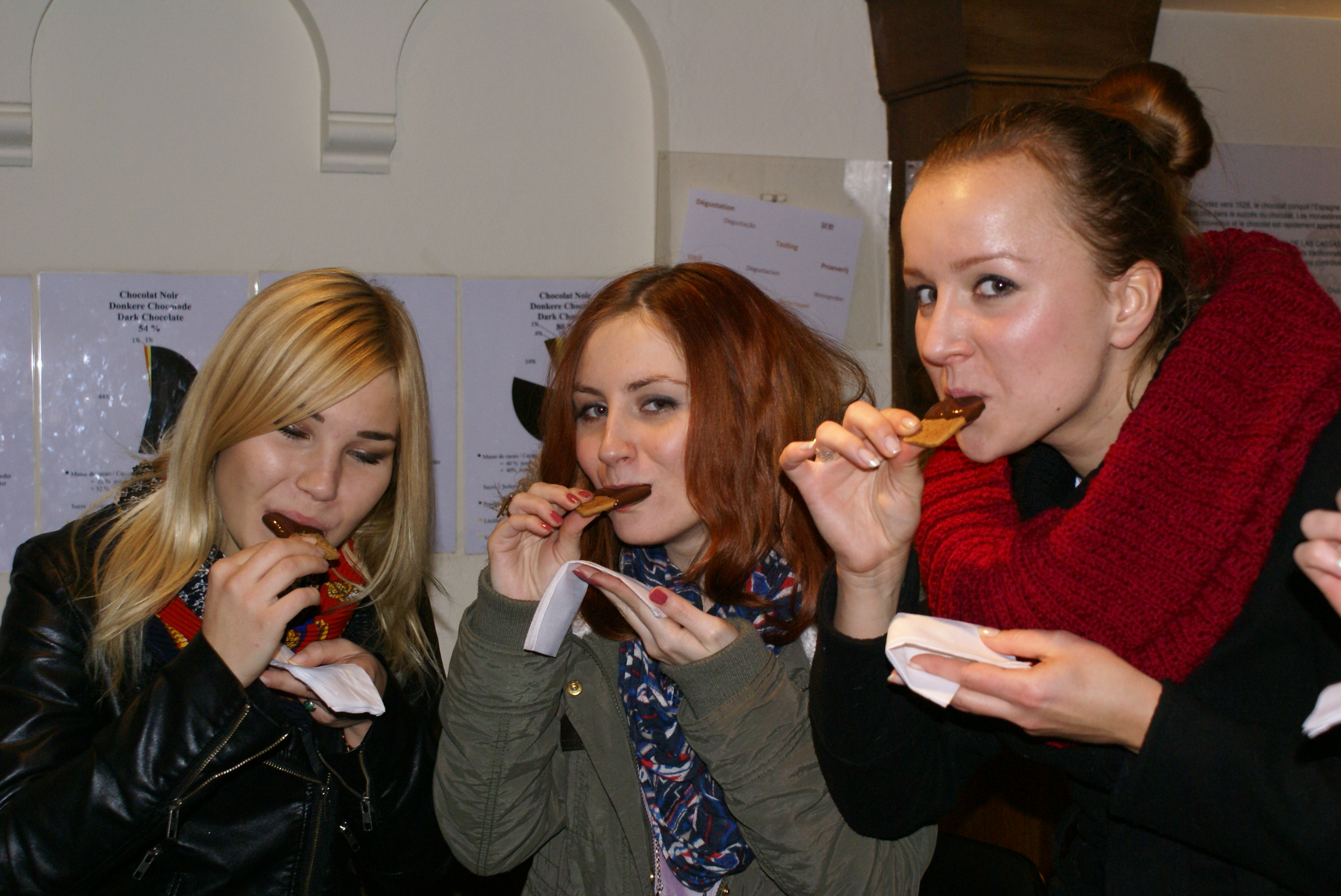
Degustare a ciocolatei